# Салихбеговића џамија у Бијељини
Салихбеговића џамија, пуним именом позната и као Ахмед-бега Салихбеговића џамија је џамија у Бијељини.

## Историјат
Салихбеговића џамију у Бијењини изградили су насљедници Ахмед-бега Салихбеговића по његовој вољи. Џамија је изграђена 1875-1876. године. Срушена је 13. марта 1993. године. Обнова џамије је започела 2002. године на основу финансирања вјерника родом из Бијељине који сада живе и раде у иностранству. Током 2020. године уређена је фасада, завршени су унутрашњи радови и постављена столарија, 2021. године изграђена је ограда око џамије.

## Статус
Ово је трећа обновљена џамија у Бијељини.